# The Revolutionaries
The Revolutionaries (también conocidos como Revolutionaires) es una banda de reggae jamaicana.

## Carrera
Se formó como banda de estudio para Channel One Studios, la productora de Joseph Hoo Kim. La presencia de Sly Dunbar en la batería y de Robbie Shakespeare al bajo creó el nuevo estilo rockers que se traduciría en la creación del dub. Además de Sly and Robbie, otros músicos tocaron en la banda:  Bertram McLean o Radcliffe "Dougie" Bryan en la  guitarra, Ossie Hibbert, Errol "Tarzan" Nelson, Robert Lyn o Ansel Collins en los teclado, Uziah "Count Sticky" Thompson o Noel "Scully" Simms en la percusión, Tommy McCook y Herman Marquis en el saxofón, Bobby Ellis a la trompeta y Vin Gordon al trombón. 
La banda tocó en numerosos álbumes de dub y grabó como banda para artistas como B. B. Seaton, Black Uhuru, Culture, Prince Alla, Leroy Smart, Gregory Isaacs, John Holt, The Heptones, I-Roy, Tapper Zukie, Trinity, U Brown, Errol Scorcher, Serge Gainsbourg entre otros.

## Discografía

### The Revolutionaries
- Revival Dub Roots Now - 1976 - Well Charge
- Sounds Vol 2 - 1979 - Ballistic
- Sounds - 1976 - Channel One
- Vital Dub Well Charged - 1976 - Virgin
- Dread At The Controls - 1978 - Hawkeye
- Dub Expression - 1978 - High Note
- Earthquake Dub - 1978 - Joe Gibbs
- Jonkanoo Dub - 1978 - Cha Cha
- Reaction In Dub - 1978 - Cha Cha
- Sentimental Dub - 1978 - Germain
- Top Ranking Dub - 1978 - Rootsman
- Burning Dub - 1979 - Burning Vibrations
- Dub Out Her Blouse & Skirt - 1979 - Germain
- Dutch Man Dub - 1979 - Burning Vibrations
- Goldmine Dub - 1979 - Greensleeves
- Outlaw Dub - 1979 - Trojan
- Dawn Of Creation - Sagittarius
- Dub Plate Specials At Channel One - Jamaican Recordings
- Green Bay Dub - 1979 - Burning Vibrations
- Medley Dub - High Note
- Phase One Dubwise Vol 1 & 2 - Sprint
- Satta Dub Strictly Roots - Well Charge
- Dial M For Murder In Dub Style - 1980 - Express
- I Came, I Saw, I Conquered - 1980 - Channel One

### Compilaciones
- Channel One - Maxfield Avenue Breakdown - Dub & Instrumentals - 1974-1979 - Pressure Sounds (2000)
- Revival - 1973-1976 - Cha Cha (1982)
- Roots Man Dub - 1979 - GG's
- Channel One Revisited Dub - Top Beat (1995)
- Macca Rootsman Dub - Jamaican Gold (1994)

### ConThe Aggrovators
- Agrovators Meets The Revolutioners At Channel One Studios - 1977 - Third World
- Rockers Almighty Dub (Dubwise, Rockers, Bass & Drums) - 1979 - Clocktower
- Agrovators Meet Revolutionaries Part II - Micron

### Otros
- Guerilla Dub - 1978 - Burning Sounds
- The Revolutionaries & We The People Band - Revolutionary Dub - 1976 - Trenchtown
- Bobby Ellis And The Professionals Meet The Revolutionaries - Black Unity - 1977 - Third World
- Derrick Harriott & The Revolutionaries - Reggae Chart Busters Seventies Style - 1977 - Crystal
- Sly & The Revolutionaries - Don't Underestimate The Force, The Force Is Within You - 1977 - J&L
- Sly & The Revolutionaries - Go Deh Wid Riddim - 1977 - Crystal
- Sly & The Revolutionaries With Jah Thomas - Black Ash Dub - 1980 - Trojan
- Errol Scorcher & The Revolutionaries - Rasta Fire (A Channel One Experience) - 1978 - Ballistic
- Ossie Hibbert & The Revolutionaries - Satisfaction In Dub - 1978 - Live & Love
- Pancho Alphonso & The Revolutionaries - Never Get To Zion - 1978 - Trojan